# Pantsir-M
II Pantsir-M ( in cirillico: Панцирь-M, nome in codice NATO: SA-N-21 Greyhound) è un sistema d'arma a corto raggio imbarcato di fabbricazione russa di nuova generazione, che incorpora sia un sistema missilistico che uno di artiglieria contraerea sviluppato dal semovente Pantsir-S.
Al pari del suo omologo terrestre, il Pantsir-M è progettato per neutralizzare UAV, missili cruise e velivoli a quote basse ed estremamente basse. È altresì equipaggiato con un mix di artiglieria e missili antiaerei resistenti al jamming e può ingaggiare fino a 4 bersagli simultaneamente.
È stato accettato dalla marina russa nel 2018 ed in essa è destinato a sostituire i sistemi CIWS Kortik sulle unità maggiori della flotta.
Il 21 novembre 2020, a bordo della corvetta classe Karakurt Odintsovo, è entrato in servizio il primo esemplare di Pantsir-M della marina russa.

## Caratteristiche
Il Pantsir-M può tracciare bersagli aerei di varia natura fino a 40 km di distanza ed ingaggiarli entro 20 km dall'unità navale su cui è imbarcato. È un sistema completamente automatizzato, che non richiede l'utilizzo di un operatore benché vi sia la possibilità che sia da esso controllabile.
Può anche lavorare in simbiosi con altri sistemi Pantsir-M, fino ad un massimo di 4 e vanta un sistema di riconoscimento IFF (Identification Friend or Foe) integrato.
L'armamento principale del sistema è costituito da 8 missili terra-aria 57E6 o, nella versione da esportazione, Hermes-K. L'armamento secondario è costituito da due cannoni GSh-6-30K e a canne rotanti con una portata massima di 5 km capaci di generare una potenza di fuoco pari a 10.000 colpi al minuto. Il tempo di reazione ad una minaccia rilevata dal sistema è tra i 3 ed i 5 secondi.
Secondo il CEO di Rostec, l'efficacia del Pantsir-M è da tre a quattro volte superiore a quella del Kashtan-M, versione da esportazione del Kortik.

## Piattaforme
Il Pantsir-M andrà a sostituire i sistemi Kortik su tutte le unità maggiori della flotta russa, ad eccezione delle corvette Karakurt le quali saranno le uniche unità di piccole dimensioni (67 m) a schierare questo sistema da difesa aerea.
- Classe Kuznetsov
- Classe Kirov
- Classe Gorshkov (Serie II)
- Classe Karakurt

in corsivo, le classi che in futuro riceveranno il Pantsir-M

## Varianti
Pantsir-M: versione per il mercato domestico, impiega i missili 57E6 ed è in servizio nella marina russa.
Pantsir-ME: versione da esportazione, impiega i missili Hermes-K.

## Operatori
Russia